# Haltwhistle
Haltwhistle è un paese di 3 791 abitanti della contea del Northumberland, in Inghilterra.

## Amministrazione

### Gemellaggi
- Valentano